# 북류큐어군
북류큐어군(北琉球語群)은 아마미 제도와 오키나와 제도에 분포하는 류큐어파의 언어군이다. 류큐어파 내에서 더 남쪽에 분포하는 남류큐어군과 대립한다.

## 분류

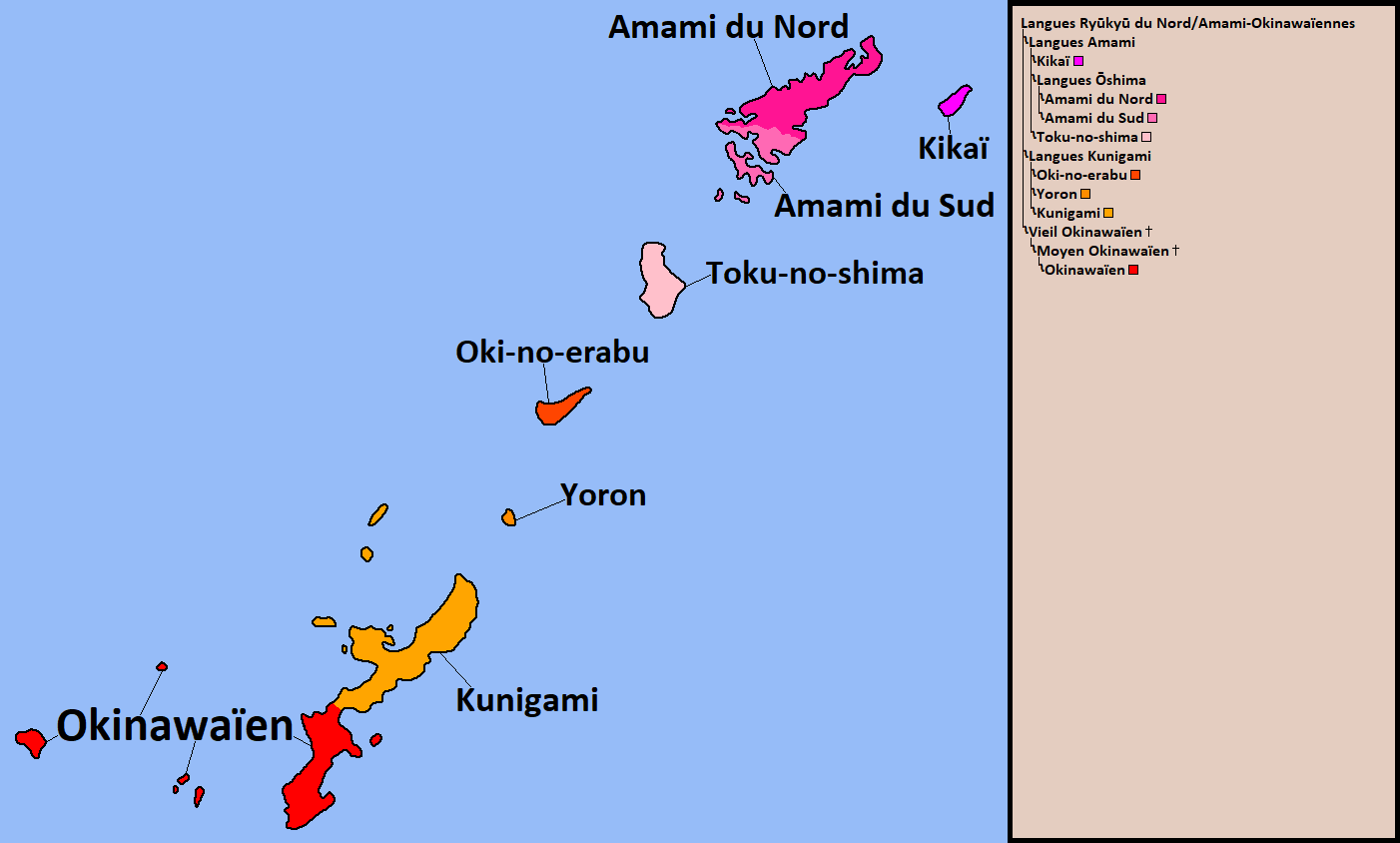
북류큐 제어

- 아마미 제어
  - 남부 아마미오시마어
  - 북부 아마미오시마어
  - 도쿠노시마어
  - 기카이어
- 구니가미 제어
  - 북오키나와어
  - 요론어
  - 오키노에라부어
- 중앙 오키나와어

## 같이 보기
- 남류큐어군